# Повість про Бову

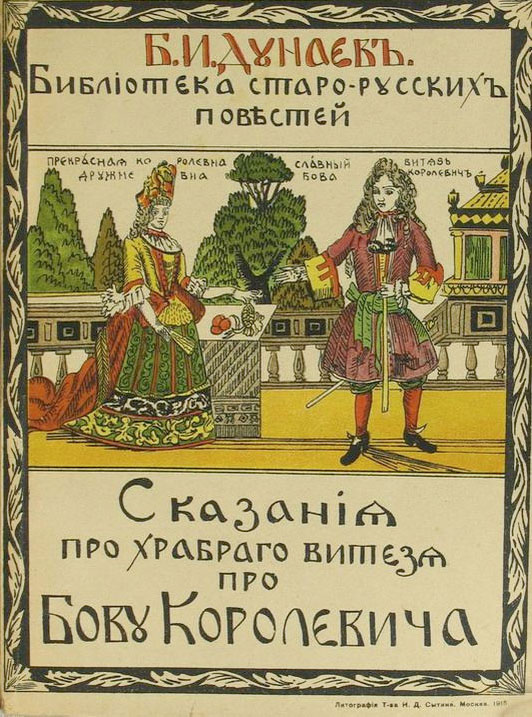

Повість про Бову Архетип П. — Сказання про Бово д'Антона — виник у середньовічній Франції, але згодом П. поширилося у всій Західній Європі. Італійський друкований текст її в XVI ст. дав початок сербохорватській версії, що лягла в основу староукраїнського перекладу. Від цього перекладу і походять численні українські та російські списки П. відомі тільки з XVII ст. Оповідання про Бову — типовий лицарський куртуазний роман з достатком пригод, військових сутичок, битв, двобоїв, любовних колізій.

## Опис
Сюжет П. у східнослов'янських перекладах зводиться до наступного. Королівна Мілітриса, видана батьком за некоханого нею короля Гвідона, розправляється з ним за допомогою свого коханця, а згодом чоловіка — короля Дадона. Син Мілітриси і Гвідона — королевич Бова, «дітище мале і несмислене», рятується втечею. Потім іде низка пригод Бови. Він не раз бореться з військом короля Маркобруна, що викрав Дружневну, дочку «армійського короля», б'ється з воїнами-богатирями Лукопером і Полканом. Звільнивши Дружневну, яка народила йому двох синів, Бова знову втрачає її, але зрештою з'єднується з нею і зі своїми дітьми, а королевну Мілітрису і Дадона карає злою смертю. У московських списках, що відбивають чотири редакції, П. багато в чому зближається з богатирською казкою. Казкових елементів у сюжеті П. чимало: Бова здійснює богатирські подвиги із семи років, долає в битвах десятки тисяч ворожих воїнів, після богатирських подвигів чи, навпаки, у критичні моменти своєї долі Бова спить по кілька діб; у П. фігурують такі казкові атрибути, як меч-кладенець, богатирський кінь, чудовисько Полкан — напівпес-напівлюдина, чарівні зілля тощо. Списки П., що зближають її з богатирською казкою, поширювалися здебільшого в селянському середовищі, подібні до галантної «гісторії» — у міському. Відомо, що П. знаходилася серед «потішних» книг царевича Олексія Петровича («потішна книга в особах у десть про Бову Королевича»). П. про Б. користувалася великою популярністю в читацькому середовищі протягом усього XVIII ст. Починаючи з другої половини цього сторіччя дістають поширення лубочні видання П., що продовжують виходити аж до поч. XX ст. Записано безліч варіантів усних казок про Бову, що походять від лубочних видань. До сюжету казки про Бову зверталися російські письменники XVIII — поч. XIX ст., використовуючи його для політичної сатири: А. Н. Радищев у поемі «Бова», О. С. Пушкін у вірші «Бова» (уривок з поеми). У XX ст. до сюжету П. звертається А. М. Ремізов.

## Видання
- Булгаков Ф. Сказания про храброго витязя про Вову Каралевича // ПДП.— 1879. — Вып. 1. — С. 45–81; Повесть о Бове королевиче / Подг. текста и примеч. А. М. Панченко // Изборник (1969). — С. 516—541. 770—771
- Повесть о Бове Королевиче / Подг. текста и комм. А. М. Панченко // ПЛДР: XVII век. — М., 1988. — Кн. 1. — С. 275—300, 641—643.
- Хрестоматія давньої української літератури / Упор. акад. О. Білецький. — К., 1967.